# ギャラクシー・サイエンス・フィクション

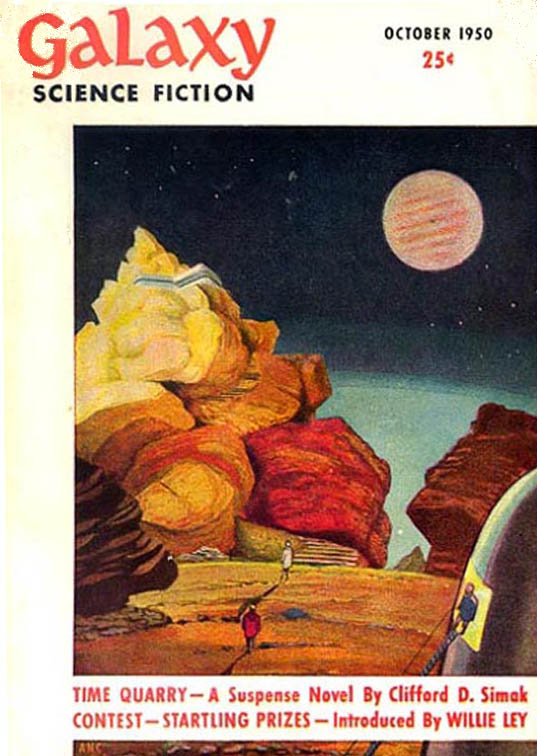
創刊号（1950年10月号）の表紙。デイヴィッド・ストーン画。

『ギャラクシー・サイエンス・フィクション』（Galaxy Science Fiction）は、アメリカ合衆国のSF雑誌である。通称『ギャラクシー』（Galaxy）。判型はダイジェスト・サイズ（ほぼA5判に相当）で、ホレース・L・ゴールドによって創刊された。ゴールドは、科学技術志向であったSF界の目を社会学に向かわせた編集者として、今日では著名である。

## 出版史
SFというジャンルは1930年代の終わりまでには一大ジャンルとして成長を遂げていたが、第二次世界大戦およびそれによる紙不足で、いくつかの雑誌は廃刊に追い込まれた。しかし1940年代の末には、市場は再び盛況となった。1946年には刊行中の雑誌数は8であったものが、1950年には20誌に増加した。『ギャラクシー』はそんな状況の1950年に、ブームに乗って創刊された雑誌の一つであり、批評家マイク・アシュリーによるとその成功は更なる新雑誌創刊ラッシュの原因となった。1954年までに更に22のSF雑誌が創刊されたのである。

### 創刊と1950年代
後に『ギャラクシー』初代編集長となるホレース・ゴールドは1940年代にスタンダード社で働いており、編集者として同社のSF雑誌『スタートリング・ストーリーズ』、『スリリング・ワンダー』、『キャプテン・フューチャー』に関わった。第二次大戦が勃発するとゴールドは編集者を辞めて陸軍に入隊した。1949年、ゴールドはかつての同僚ヴェラ・チェルッティ（Vera Cerutti）からある誘いを受けた。チェルッティはイタリアの出版社エディツィオーネ・モンディアーレ社のニューヨーク支社ワールド・エディションに勤務していたのだが、この会社はアメリカで"Fascination"（魅惑）という新雑誌の創刊を試みて手痛い損失を受け、それに代わる雑誌の企画を探していたのである。ゴールドは1949年秋に創刊されたダイジェスト・サイズ誌『ファンタジイ・アンド・サイエンス・フィクション（F&SF）』のことを知ってはいたが、シリアスなSF雑誌の市場にはまだ空きがあると感じていた。彼はF&SFに対抗して1語3セントという高原稿料のSF雑誌創刊を提案した。ワールド・エディション社はこれに同意し、ゴールドを編集長として雇用、創刊号の発行は1950年10月となった。
創刊号のために、ゴールドはアイザック・アシモフ、フリッツ・ライバー、シオドア・スタージョン、クリフォード・D・シマックら数人の有名作家の原稿を獲得した。『ギャラクシー』創刊号はゴールドによるエッセイ、アンソロジストのグロフ・コンクリンによる書評（これは1955年まで続いた）、ウィリー・レイによる科学コラムも収録した。
1951年の夏、ワールド・エディション社内の不和により『ギャラクシー』誌は廃刊となりかけたが、結局は出版者ロバート・M・グイン（Robert M. Guinn）に売却されて継続することとなった。グインの新しい会社はギャラクシー出版株式会社と名づけられ、1951年10月から刊行を引き継いだ。ゴールドは編集長として残ったが、ワールド・エディション社所属の編集スタッフを失った。代わりに加わったのがジェローム・ビクスビイ、アルジス・バドリス、シオドア・スタージョン、そしてスタージョンの妻イーヴリン・ペイジ（Evelyn Paige）であった。文学エージェントとして働いていたフレデリック・ポールも作家の手配という面でゴールドを助けた。
1950年代後半になると、SF雑誌ブームは過ぎ去って、各誌の売り上げは往年に比べると低迷した。販売者、仲介業者はSF雑誌を好まなくなった。ゴールドは、「サイエンス・フィクション」という言葉が消費者の購買意欲を削ぐとして誌名を『ギャラクシー・サイエンス・フィクション』から『ギャラクシー・マガジン』に変更した（1958年9月号）。『ギャラクシー』の発行部数は9万部で、当時のSF雑誌としては最高であった。しかしグインは経費削減を決定し、1959年にページ数を増やす代わりに発行を隔月刊に変えた。原稿料も1語3セント（場合によっては4セント）から1セント半に引き下げられた。これらの変更により『ギャラクシー』の経費は年間1万2千ドルも削減された。2年以内に売れ行きが8万部まで落ちたが、原稿料の経費も減っているため経営に支障はなかった。

### H・L・ゴールド退職後

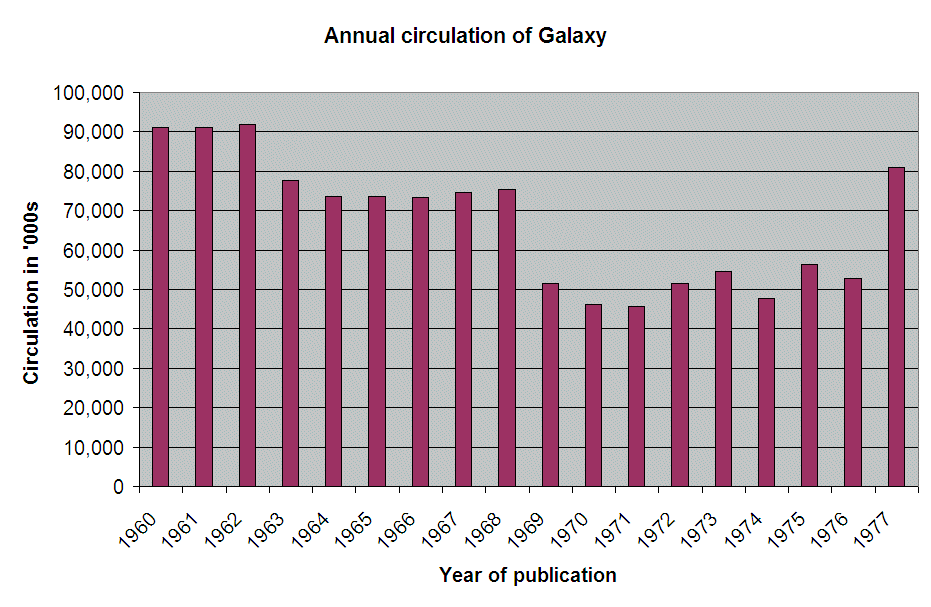
1960年から77年の発行部数

1959年、グインは別のSF雑誌『イフ』誌もクイン社から獲得し、ゴールドに編集を任せた。59年7月号以降がゴールドの編集である。『ギャラクシー』が隔月刊となったことはゴールドの仕事量を軽減する助けになった（ゴールドは健康を害していた）。『イフ』と『ギャラクシー』はいずれも隔月で、出版は毎月交互に行なわれたため、ゴールドは両方に力を注ぐことができた。しかしながら翌年、ゴールドは自動車事故で重傷を負い、編集長を続けることが不可能になった。フレデリック･ポールが1961年前半から補佐に当たった（ただし彼が正式に編集長となったのは1961年10月号からである）。
1969年、グインは『ギャラクシー』をUPD社（Universal Publishing and Distribution Corporation）に売却し、ポールは辞任して作家業に戻った。UPD社のエイラー・ヤコブソンが後任となった。レスター・デル・レイは編集部員として居残ったが、その後ジュディ・リン・ベンジャミン（デル・レイ夫人）に地位を譲った。ジャック・ゴーハンは美術部門の編集者に任じられた。UPD社による買収が行なわれた時、既に『ギャラクシー』の発行部数は落ち込んでいた。買収後には更なる落ち込みに見舞われ、たった1年間のうちに部数は7万5300から5万1479となった。UPD社の経営陣は経費を抑えて利率を上げることを決定した。『ギャラクシー』は1970年8月から隔月となった。ページ数は、UPDによる買収時に196ページから160ページに減ったが、隔月化に対応して再び増加し、値段も60セントから75セントになった。1972年5月からはイギリス版の発行が始まった（UPDの子会社であるタンデム・ブックスから発行された）。これらの策により、利益は著しく増加した。
70年代前半、UPD社には財政上の困難が降りかかり始めた。ジュディ・リン・デル・レイがバランタイン・ブックスに転職するとヤコブソンの仕事量は増大した。過労に耐えかねた彼は1年と持たずに退職し、1974年6月号からはジェイムズ・ビーンが編集長となった。彼は『イフ』の編集も兼任したが、紙の値段の高騰により両誌の存続は苦しくなり、『イフ』は『ギャラクシー』に統合された。1973年9月からは再び月刊となったが、完全な月刊ではなかった。ビーンは就任時には4万7789であった発行部数を退任時には8万1035まで回復させた。『ギャラクシー』はUPD社にとって赤字の元ではなくなったが、親会社への財政的圧力は大きく、ビーンは77年10月号を最後に『ギャラクシー』を去った。その後任はジョン・J・ピアースであったが、彼の下で『ギャラクシー』はただ発行部数を落とすのみであった。負債は増大し、ピアースは一年と経たないうちに辞任した。彼の部下は「ピアースは自分の仕事を愛していたし、自分が何を喋っているのかよく理解していた」が、彼の下では編集部は非効率にしか動かなかったと回想している。1978年末にハンク・スタインが編集長に着任。彼が発行したのは1979年6・7月号と9月号の2巻のみである。その直後にUPD社は破産し、『ギャラクシー』の経営権はヴィンセント・マキャフリーが新設したギャラクシー・マガジン株式会社に移った。スタインは更に2巻を編集したが、未刊に終わった。別の雑誌『ガリレオ』の発行者でもあったマキャフリーは、資金難のために計画通りに『ギャラクシー』を発行することができなかったのである。マキャフリー体制は、ただ1巻の（そして最後の）『ギャラクシー』を出して終わった。最終号（1980年7月号）は大判で、Floyd Kemskeによって編集された。その後、1980年10月号が編集はされたが刊行はされなかった。
1994年、H・L・ゴールドの息子E・J・ゴールドの編集により、『ギャラクシー』はセミプロ誌としてごく短期間だけ復活した。94年1・2月号から95年3・4月号まで、隔月で8巻が発行された。

## 内容と受容
ゴールドは『ギャラクシー』誌に載る小説を、スリック雑誌の読者を引き付けられるくらい文学的にしようと意図していた。彼の編集方針は先行するSF雑誌『アスタウンディング』のジョン・W・キャンベルよりも懐の広いものであった。ゴールドは社会学、心理学といった「ソフト」な科学にも門戸を開き、またユーモアや風刺を旨とする作品も出版しようと心がけた。『ギャラクシー』誌は直ちに成功を修め、初回（1953年度）のヒューゴー賞ベスト・マガジン部門を受賞した。
SF史家のマイク・アシュリーは『ギャラクシー』の成功を、SF雑誌創刊ブームの主たる原因と見ている。『ギャラクシー』は2年目で10万部以上の発行部数を誇り、『アスタウンディング』以上の成功を修めた。50年代の『ギャラクシー』の表紙は、逆L字型の枠で表紙絵を囲うという特徴的な形式を取っており（本項右上の画像を参照）、これは『スタートリング・ストーリーズ』やイギリスの『オーセンティック・サイエンス・フィクション』などの数誌に模倣された。その内容もまた影響力が強かった。ライバー『ビッグ・タイム』、デイヴィッドスン「あるいは牡蠣でいっぱいの海」のようなヒューゴー賞受賞作はもちろん、コーンブルース"The Marching Morons"、ブラッドベリ"The Fireman"（『華氏451度』の原型）、アシモフ『鋼鉄都市』などの作品は古典と見なされている。ゴールドは広範な題材の作品を出版したが、『ギャラクシー』は50年代にはアイロニーと風刺でも有名だった。ゴールド好みのひねくれた作品を書ける作家たち（ロバート・シェクリイやデーモン・ナイトら）は『ギャラクシー』の顔となり、定期的に作品を寄稿した。

## イラストとコラム
1950年代にはチェスリー・ボーンステル（Chesley Bonestell）、ポール・カレ（Paul Callé）、エド・エムシュウィラー、ヴァージル・フィンレイ、ディック・フランシス（Dick Francis）、ジャック・ゴーハン（Jack Gaughan）、ドン・シブリー（Don Sibley）、デイヴィッド・ストーン（David Stone）、ウォーリー・ウッド（Wally Wood）といった著名イラストレーターたちがイラストを担当した。ヴォーン・ボウデイ（Vaughn Bodé）も短期間だが1970年代初期に"Sunpot"という漫画を寄稿している。
ジェリー・パーネルは科学コラムを担当した。1970年代後半では批評家兼エロティカ作家のリチャード・E・ギース（Richard E. Geis）がファン的書評コラム"The Alien Viewpoint"を連載した（『イフ』誌からの移入）。

## 歴代編集長
- H・L・ゴールド（H. L. Gold）：1950年10月 - 1961年10月
- フレデリック・ポール：1959年 - 1969年5月
- エイラー・ヤコブソン（Ejler Jakobsson）：1969年7月 - 1974年5月
- ジェイムズ・ビーン（James Baen）：1974年6月 - 1977年10月
- ジョン・J・ピアース（John J. Pierce）：1977年11月 - 1979年4月
- ハンク・スタイン（Hank Stine）：1979年6・7月 - 1979年11・12月
- Floyd Kemske：1980年

## 関連出版物
『ギャラクシー』創刊30周年を記念するアンソロジー"Galaxy Reader of Science Fiction series and Galaxy: Thirty Years of Innovative Science Fiction" (Playboy Press, 1980) は、フレデリック・ポール、マーティン・グリーンバーグ、ジョゼフ・オランダーによって編集され、1987年には創元推理文庫から日本語訳も出版された（矢野徹他訳『ギャラクシー（上・下）』）。

## 参考資料
- Ashley, Michael (1976). The History of the Science Fiction Magazine Vol. 3 1946–1955. Chicago: Contemporary Books, Inc.. ISBN 0-8092-7842-1
- Ashley, Michael (1978). The History of the Science Fiction Magazine Part 4 1956–1965. London: New English Library. ISBN 0-450-03438-0
- Ashley, Mike (2005). Transformations: The Story of the Science Fiction Magazines from 1950 to 1970. Liverpool: Liverpool University Press. ISBN 0-85323-779-4
- Ashley, Mike (2007). Gateways to Forever: The Story of the Science-Fiction Magazines from 1970 to 1980. Liverpool: Liverpool University Press. ISBN 978-1-84631-003-4
- Nicholls, Peter (1979). The Encyclopedia of Science Fiction. St Albans: Granada Publishing. ISBN 0-586-05380-8
- Pohl, Frederik (1979). The Way the Future Was. London: Gollancz. ISBN 0-575-02672-3
- Ortiz, Luis (2007). Emshwiller:Infinity Times Two. Nonstop. ISBN 1933065087
- Tuck, Donald H. (1982). The Encyclopedia of Science Fiction and Fantasy: Volume 3. Chicago: Advent: Publishers, Inc.. ISBN 0-911682-26-0
- CyberSpace Spinner: Alphabetical index of Galaxy's authors
- Internet Speculative Fiction Database: Index to Galaxy's entire contents